# Arne Mogensfeldt
Arne Johannes Holm Mogensfeldt f. Hansen (21. april 1943 i Illebølle på Langeland – 6. februar 2013) var en dansk cykelrytter og langdistanceløber. Han er tidligere dansk rekordindehaver på maraton. I sin elite-karriere løb han for Svendborg Gymnastikforening og for Odense Gymnastikforening.
Arne Mogensfeldt var fra Illebølle på Langeland, hvor han blev udlært som tømrer. Efter en karriere som elite-cykelrytter kastede han sig over langdistanceløbning midt i 1970'erne. Han figurerede på de danske ranglisterne på 20 km og maraton fra 1976 og fik sit gennembrud på maraton ved et løb i Karl-Marx-Stadt, DDR i april 1977 med 2:24,02,6. Året efter forbedrede han ved et løb i den polske by Otwock med tiden 2.16,13,7 og slog Jørgen Jensens danske rekord fra 1975 med 37 sekunder. Ved DM året efter blev det på hjemmebane til en sølvmedalje efter Bjarne Brøndum. Hans danske rekord holdt i 13 måneder, da Jørn Lauenborg slettede tiden ved et løb i Drammen, Norge.
Han satte i 1982 han dansk rekord på 100 km i Hamm med tiden 7.13,12, og han var i 1985 den første dansker, der gennemførte Spartathlon over 246 kilometer i Grækenland.
Det blev til omkring 80 maraton-løb, det sidste som motionist gennemførte han H.C. Andersen Marathon i 2009.
Arne Mogensfeldt var som soldat på tjeneste ved både militærpolitiet og FN's fredsbevarende styrker på Cypern. Han var i størsteparten af sit arbejdsliv ansat som pedel i Rudkøbing og halinspektør for Svendborg Idrætshal.

## Danske mesterskaber
- Guld 1988 30km hold
- Sølv 1976 Maraton